# The 5th Wave
The 5th Wave (bra: A 5.ª Onda; prt: A 5.ª Vaga) é um filme norte-americano de 2016, dos gêneros ação, suspense e ficção científica, dirigido por J Blakeson, com roteiro de Susannah Grant, Akiva Goldsman e Jeff Pinkner baseado no romance The 5th Wave, de Rick Yancey.
Apesar de ter recebido críticas geralmente desfavoráveis, foi um sucesso financeiro, faturando US$109 milhões mundialmente num orçamento de 35 milhões.

## Sinopse
O planeta Terra enfrenta uma catástrofe histórica após uma série de ataques alienígenas. No primeiro deles, os extraterrestres causaram um apagão generalizado nos cinco continentes; no segundo, destruíram várias cidades; no terceiro, lançaram um vírus contagioso que dizimou praticamente toda a população; no quarto, tomaram a forma humana e se misturaram à população remanescente, espalhando o medo e a desconfiança. Nesse ambiente de terror, uma adolescente tenta encontrar seu irmão mais novo.

## Elenco
- Chloë Grace Moretz ... Cassiel Sullivan
- Nick Robinson ... Ben Parishy
- Alex Roe ... Evan Walker
- Maika Monroe ... Ringeryston
- Liev Schreiber ... Coronel Vosch
- Zackary Arthur ... Sammy Sullivan
- Tony Revolori ... Dumbóh
- Ron Livingston ... Oliver Sullivan
- Maggie Siff ... Lysa Sullivan
- Maria Bello ... Sargento Reznik
- Cade Canon Ball...Oompa
- Talitha Bateman... Teacup
- Alex MacNicoll...Flinstone
- Nadji Jeter... Poundcake
- Flynn McHugh... Tankh

## Dublagem brasileira
- Estúdio de dublagem: Delart[6]
- Direção de Dublagem:  Andrea Murucci[6]
- Cliente:  Sony/Columbia[6]
- Tradução:  Pavlos Euthymiou[6]

Dubladores
- Cassie: Bruna Laynes[6]
- Ben: Charles Emmanuel[6]
- Coronel Vosch: Ronaldo Júlio[6]
- Reznik: Christiane Louise[6]
- Oliver: Marcelo Garcia[6]
- Evan: Gustavo Pereira[6]
- Sam: Rafael Mezadri[6]
- Ringer: Teline Carvalho[6]
- Dumbo: Wirley Contaifer[6]
- Flinstone: Fabricio Vila Verde[6]
- Poundcake: João Cappelli[6]
- Teacup: Isabella Koppel[6]
- Lisa: Lina Rossana[6]
- Hutchfield: Samir Murad[6]
- Oompa: Hugo Myara[6]

## Produção

### Filmagens
As filmagens tiveram início em 18 de outubro de 2014, em Atlanta, Geórgia. Três meses mais tarde, em 11 de janeiro, uma explosão planejada no centro de Busin Macon deu errado, lançando detritos para fora das janelas e deixando fuligem nos prédios vizinhos. A empresa produtora prometeu cobrir todos os danos causados pelo incidente. A produção terminou oficialmente em 17 de janeiro de 2015.

## Recepção

### Crítica
No agregador de críticas Rotten Tomatoes, que categoriza as opiniões apenas como positivas ou negativas, o filme tem um índice de aprovação de 16% calculado com base em 118 comentários dos críticos. Por comparação, com as mesmas opiniões sendo calculadas usando uma média aritmética ponderada, a nota é 4.2/10 que é seguida do consenso: "Com efeitos inexpressivos e pontos de enredo aparentemente reunidos de filmes distópicos de ficção científica YA [Ficção para jovens adultos] anteriores, The 5th Wave acaba parecendo mais um contorcionismo flácido e derivado".
Já no agregador Metacritic, que calcula as notas usando somente uma média aritmética ponderada a partir das avaliações de 30 críticos que escrevem em maioria para a imprensa tradicional, o filme tem uma pontuação de 33 entre 100, com a indicação de "revisões geralmente desfavoráveis".

### Público
O público pesquisado pelo CinemaScore deu ao filme uma nota média de "B–" em uma escala de A+ a F.